# Liste der Biografien/Bont
Liste der Biografien |
Portal Biografien |
Personensuche
# |
A |
B |
C |
D |
E |
F |
G |
H |
I |
J |
K |
L |
M |
N |
O |
P |
Q |
R |
S |
T |
U |
V |
W |
X |
Y |
Z |
?
 
Ba |
Be |
Bd |
Bg |
Bh |
Bi |
Bj |
Bl |
Bm |
Bn |
Bo |
Br |
Bs |
Bu |
Bw |
By |
Bz
 
Boa–Boc |
Bod |
Boe |
Bof |
Bog |
Boh |
Boi–Bok |
Bol |
Bom |
Bon |
Boo |
Bop |
Boq |
Bor |
Bos |
Bot |
Bou |
Bov–Boz
 
Bona |
Bonc |
Bond |
Bone |
Bonf |
Bong |
Bonh |
Boni |
Bonj |
Bonk |
Bonl |
Bonm |
Bonn |
Bono |
Bonp |
Bonq |
Bonr |
Bons |
Bont |
Bonu |
Bonv |
Bonw |
Bonx |
Bony |
Bonz
Die Liste der Biografien führt alle Personen auf, die in der deutschsprachigen Wikipedia einen Artikel haben. Dieses ist eine Teilliste mit 67 Einträgen von Personen, deren Namen mit den Buchstaben „Bont“ beginnt.

## Bont
- Bont, Ad de (* 1949), niederländischer Dramatiker und Regisseur
- Bont, Debbie (* 1990), niederländische Handballspielerin
- Bont, Jan de (* 1943), niederländischer Kameramann, Filmregisseur und -ProduzentJan de Bont (* 1943)

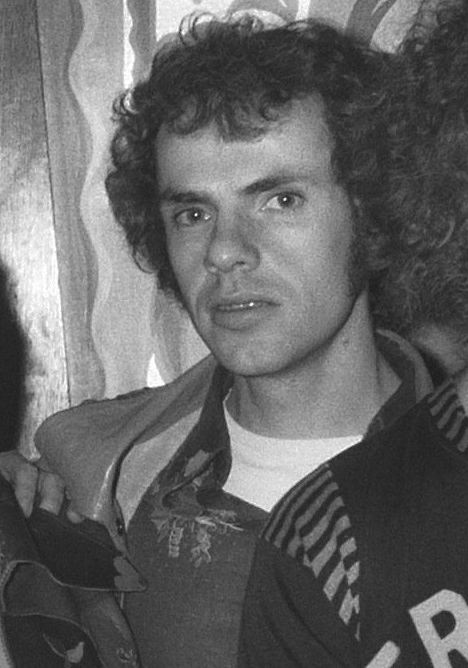
Jan de Bont (* 1943)

- Bönt, Ralf (* 1963), deutscher Schriftsteller

### Bonta
- Bontà, Emilio (1882–1953), Schweizer Lehrer und Heimatforscher
- Bontá, Marco (1899–1974), chilenischer Maler
- Bonta, Reina (* 1999), US-amerikanisch-philippinische Fußballspielerin
- Bonta, Vanna (1958–2014), US-amerikanische Schriftstellerin und Filmschauspielerin
- Bontade, Francesco Paolo (1914–1974), italienischer Mafioso
- Bontade, Stefano (1938–1981), italienischer Mafioso
- Bontadini, Gustavo (1903–1990), italienischer Philosoph
- Bontaș, Cristina (* 1973), rumänische Kunstturnerin

### Bonte
- Bonte, Achim (* 1964), stellvertretender Generaldirektor der Sächsische Landesbibliothek – Staats- und Universitätsbibliothek Dresden (SLUB)
- Bönte, Andreas (* 1959), deutscher Fernsehjournalist und stellvertretender Fernsehdirektor des Bayerischen Rundfunks
- Bönte, Bernd (* 1955), deutscher Sportjournalist und -manager
- Bonte, Friedrich (1896–1940), Kommodore in der deutschen Kriegsmarine
- Bonte, Paul (1862–1940), deutscher Marineobergeneralarzt der Kaiserlichen Marine
- Bonte, Paula (1840–1902), deutsche Landschaftsmalerin
- Bonte, Wolfgang (1939–2000), deutscher Rechtsmediziner und Hochschullehrer
- Bonte-Lichtenstein, Ali (1897–1986), deutsche Bildhauerin, Keramikerin und Grafikerin
- Bontecou, Lee (1931–2022), US-amerikanische Künstlerin
- Bontekoe, Cornelius (1647–1685), niederländischer Arzt
- Bontekoe, Johan (1943–2006), niederländischer Schwimmer
- Bontekoe, Willem Ysbrandsz. (1587–1657), niederländischer Seefahrer, Kaufmann und Reiseschriftsteller
- Bontekoning, Johanna († 1789), niederländische Stifterin
- Bontempelli, Massimo (1878–1960), italienischer Schriftsteller
- Bontempi, Giorgio (* 1926), italienischer Filmregisseur und Drehbuchautor
- Bontempi, Giovanni Andrea († 1705), italienischer Sänger (Kastrat), Musikschriftsteller und Komponist
- Bontempi, Guido (* 1960), italienischer Radrennfahrer
- Bontempi, Pier Carlo (* 1954), italienischer traditioneller Architekt und Professor
- Bontempi, Teresa (1883–1968), Schweizer Lehrerin, Journalistin, Kindergarteninspektorin und politische Aktivistin
- Bontempo, Madison (* 1991), US-amerikanische Schauspielerin und Synchronsprecherin
- Bontemps, Alexandre (1626–1701), Kammerdiener Ludwigs XIV.
- Bontemps, Anne (* 1986), belgische Theaterschauspielerin und Sängerin
- Bontemps, Arna (1902–1973), US-amerikanischer Schriftsteller
- Bontemps, Johann Valentin (1698–1775), deutscher Porzellanmaler und Porzellankünstler
- Bontemps, Jongnic, US-amerikanischer Komponist und Musiker (Piano)
- Bontemps, Julien (* 1979), französischer Windsurfer
- Bontemps, Paul (1902–1981), französischer Leichtathlet
- Bontemps, Pierre († 1568), französischer Bildhauer
- Bontems, André-Georges (1910–1988), französischer Geistlicher, Erzbischof von Chambéry
- Bontems, Charles (1796–1879), Schweizer Politiker, Divisionär und Richter
- Bontenbal, Rob (1945–2015), niederländischer Reinkarnationstherapeut und Spieleautor
- Böntert, Stefan (* 1969), deutscher katholischer Theologe
- Bontes, Louis (* 1956), niederländischer Politiker, MdEP

### Bontg
- Böntgen, Patricia (* 1997), deutsche Tennisspielerin

### Bonth
- Bonth, Jonne de (* 1998), niederländischer Eishockeyspieler
- Bonthron, Bill (1912–1983), US-amerikanischer Mittelstreckenläufer
- Bonthron, Malin (* 1967), schwedische Juristin

### Bonti
- Bontius, Gerard († 1599), niederländischer Mediziner, Botaniker, Mathematiker und Astronom
- Bontius, Reiner (1576–1623), niederländischer Mediziner

### Bontj
- Bontje, Rob (* 1981), niederländischer Volleyballspieler
- Bontjer, Hermann (1939–2014), deutscher Politiker (SPD), MdL
- Bontjes van Beek, Cato (1920–1943), deutsche Widerstandskämpferin gegen den NationalsozialismusCato Bontjes van Beek (1920–1943)

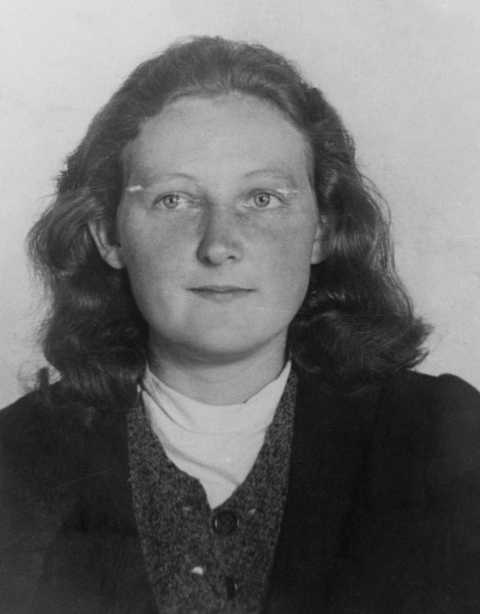
Cato Bontjes van Beek (1920–1943)

- Bontjes van Beek, Jan (1899–1969), deutscher Bildhauer und Keramiker
- Bontjes van Beek, Mietje (1922–2012), deutsche Malerin und Autorin

### Bonto
- Bontovics, Kati (* 1953), ungarische Sängerin

### Bontr
- Bontrup, Heinz-Josef (* 1953), deutscher Wirtschaftswissenschaftler

### Bonts
- Bontsch-Brujewitsch, Alexei Michailowitsch (1916–2006), russischer und sowjetischer Physiker
- Bontsch-Brujewitsch, Michail Alexandrowitsch (1888–1940), sowjetischer Radiotechniker
- Bontsch-Brujewitsch, Michail Dmitrijewitsch (1870–1956), Generalleutnant während der Russischen Revolution
- Bontsch-Brujewitsch, Wiktor Leopoldowitsch (1923–1987), sowjetischer Physiker und Hochschullehrer
- Bontsch-Brujewitsch, Wladimir Dmitrijewitsch (1873–1955), sowjetischer Literaturkritiker
- Bontschew, Alexandar (* 1965), bulgarischer Fußballspieler
- Bontschew, Ekim (1907–1992), bulgarischer Geologe
- Bontschewa, Rumeljana (* 1957), bulgarische Ruderin

### Bontu
- Bontus, Valentin (* 2001), österreichischer Kitesurfer